# Sherrifo Konteh
Sherrifo Konteh (* 1971 oder 1974 in Brikama, Gambia) ist ein Musiker und Jali aus Gambia. Er spielt auf dem westafrikanischen Instrument Kora, einer 21-saitigen Stegharfe. 
Als jüngster Sohn des Alhaji Bai Konte und Halbbruder von Dembo Konte lernte er das Spielen auf einer Kora im Alter von sechs Jahren von seinem Vater bis zu dessen Tod, als Sherrifo zwölf Jahre alt war. Auch sein Onkel Lamin Ngom unterrichtete ihn. Seine berufliche Laufbahn begann er als Solo-Musiker in verschiedenen Hotels, in denen er auf abendlichen Veranstaltungen für Touristen spielte. Später schloss er sich der achtköpfigen Band „Roots Manding“ an, danach der „Kangbeng Band“.
2004 und 2005 war er auf einer Tournee, unter anderem im Vereinigten Königreich.

## Diskografie
- 2002 – Mansalou
- 2004 – Chesano